# Hetaerina medinai
Hetaerina medinai är en trollsländeart som beskrevs av Racenis 1968. Hetaerina medinai ingår i släktet Hetaerina och familjen jungfrusländor. Inga underarter finns listade i Catalogue of Life.